# Ендрю Гейг
Ендрю Гейг (англ. Andrew Haigh англ. вимова: [heɪg]; нар. 7 березня 1973, Гаррогейт, Північний Йоркшир, Англія) — британський кінорежисер, сценарист та продюсер.

## Біографія
Ендрю Гейґ народився 7 березня 1973 року в курортному місті Гаррогейт, Північний Йоркшир, Англія. Його батько працював продавцем у компанії напоїв, а мати була домогосподаркою. Після того, як його батьки розлучилися, він відвідував школу-інтернат. Вивчав історію в Університеті Ньюкасла.

## Кар'єра
Гейґ працював помічником монтажера в таких фільмах, як «Гладіатор» і Падіння «Чорного яструба» («Black Hawk Down») до того, як дебютував у 2003 році як сценарист і режисер короткометражною стрічкою «Нафта». У 2009 році зрежисував свій перший повнометражний художній фільм «Грек Піт», прем'єрний показ якого відбувся на Лондонському ЛГБТ-кінофестивалі. Дія фільму розгортається в Лондоні і, зосереджуючись на темі чоловічої проституції, розповідає про один рік у житті хлопця за викликом Піта. «Грек Піт» здобув премію за художні досягнення на кінофестивалі ЛГБТ-кіно Аутфест у 2009 році.
Другим повнометражним фільмом Ендрю Гейґа стала високо оцінена критиками романтична драма «Вікенд» про відносини між двома чоловіками протягом 48 годин (у виконанні Тома Каллена і Кріса Нью), випадкової зустріч яких у гей-клубі змінила їхнє життя. Прем'єра фільму відбулася 11 березня 2011 року на кінофестивалі SXSW, де він отримав Приз глядацьких симпатій. Фільм брав участь у багатьох міжнародних кінофестивалях та здобув цілу низку фестивальних та професійних кінонагород. У березні 2016 року «Вікенд» увійшов до рейтингу 30-ти найвидатніших ЛГБТ-фільмів усіх часів, складеному Британським кіноінститутом (BFI) за результатами опитування понад 100 кіноекспертів, проведеного до 30-річного ювілею Лондонського ЛГБТ-кінофестивалю BFI Flare.
Прем'єра наступної стрічки Ендрю Гейґа «45 років» (2015) відбулася на 65-му Берлінському міжнародному кінофестивалі, де він брав участь в основній конкурсній програмі. Виконавці головних ролей у фільмі — Шарлотта Ремплінг і Том Кортні, — були відзначені за акторську майстерність преміями «Срібний ведмідь».
Ендрю Гейґ є співпродюсером та час від часу сценаристом і режисером серіалу каналу HBO «У пошуку» (англ. Looking).

## Особисте життя
Ендрю Гейґ є відкритим геєм та перебуває у шлюбі з письменником Енді Морвудом.

## Фільмографія
| Рік       |     | Назва українською         | Оригінальна назва     | Режисер | Сценарист | Продюсер            | Оператор |
| --------- | --- | ------------------------- | --------------------- | ------- | --------- | ------------------- | -------- |
| 2003      |     | Олія                      | Oil                   | Так     | Так       |                     |          |
| 2004      | к/м | Фрагменти                 | Fragments             |         |           | Так                 |          |
| 2005      | к/м | Маркування                | Markings              | Так     | Так       |                     |          |
| 2005      | к/м |                           | Cahuenga Blvd         | Так     | Так       |                     |          |
| 2009      | к/м | За п'ять миль             | Five Miles Out        | Так     | Так       |                     |          |
| 2009      |     | Грек Піт                  | Greek Pete            | Так     | Так       | Так                 | Так      |
| 2011      |     | Вікенд                    | Weekend               | Так     | Так       |                     |          |
| 2014-2015 | т/с | У пошуку                  | Looking               | Так     | Так       | виконавчий продюсер |          |
| 2015      |     | 45 років                  | 45 Years              | Так     | Так       |                     |          |
| 2016      | т/ф | У пошуку — фільм-прощання | HBO's Looking Special | Так     | Так       | Так                 |          |
| 2019      | т/с | ОА                        | The OA                | Так     |           |                     |          |
| 2021      | т/с | Північні води             | The North Water       | Так     | Так       | Так                 |          |
| 2023      |     | Всі ми незнайомці         | All of Us Strangers   | Так     | Так       |                     |          |

## Визнання
| Нагороди та номінації Ендрю Гейґа                               | Нагороди та номінації Ендрю Гейґа                      | Нагороди та номінації Ендрю Гейґа                 | Нагороди та номінації Ендрю Гейґа |
| Рік                                                             | Категорія                                              | Фільм                                             | Результат                         |
| --------------------------------------------------------------- | ------------------------------------------------------ | ------------------------------------------------- | --------------------------------- |
| Кінофестиваль в Атланті                                         |                                                        |                                                   |                                   |
| 2009                                                            | Спеціальний приз журі «Рожевий персик»                 | Грек Піт                                          | Перемога                          |
| ЛГБТ-кінофестиваль «Аутфест»                                    |                                                        |                                                   |                                   |
| 2009                                                            | Приз за художні досягнення                             | Грек Піт                                          | Перемога                          |
| 2011                                                            | Видатний міжнародний художній фільм                    | Вікенд                                            | Перемога                          |
| Міжнародний кінофестиваль в Лідсі                               |                                                        |                                                   |                                   |
| 2009                                                            | Найкращий йоркширський фільм                           | За п'ять миль                                     | Перемога                          |
| Кінофестиваль SXSW                                              |                                                        |                                                   |                                   |
| 2011                                                            | Приз глядацьких симпатій                               | Вікенд                                            | Перемога                          |
| Паризький ЛГБТ-кінофестиваль Chéries-Chéris                     |                                                        |                                                   |                                   |
| 2011                                                            | Гран-прі за найкращий фільм                            | Вікенд                                            | Номінація                         |
| Чеський гей-лесбійський кінофестиваль                           |                                                        |                                                   |                                   |
| 2011                                                            | Приз глядацьких симпатій                               | Вікенд                                            | Перемога                          |
| Гентський міжнародний кінофестиваль                             |                                                        |                                                   |                                   |
| 1900                                                            | Приз молодіжного журі за найкращий фільм               | Вікенд                                            | Перемога                          |
| Гамбурзький лесбійсько-геївський кінофестиваль                  |                                                        |                                                   |                                   |
| 2011                                                            | Приз Globula за найкращий художній фільм               | Вікенд                                            | Перемога                          |
| ЛГБТ-кінофестиваль «Фреймлайн» у Сан-Франциско                  |                                                        |                                                   |                                   |
| 2011                                                            | Приз глядацьких симпатій                               | Вікенд                                            | Перемога                          |
| Лесбійсько-геївський кіно-відео фестиваль «Навиворіт» у Торонто |                                                        |                                                   |                                   |
| 2011                                                            | Найкращий кіно або відео-фільм                         | Вікенд                                            | Перемога                          |
| Британська кінопремія «Вечірні стандарти»                       |                                                        |                                                   |                                   |
| 2012                                                            | Найкращий сценарій                                     | Вікенд                                            | Перемога                          |
| Премія Лондонського кола кінокритиків                           |                                                        |                                                   |                                   |
| 2012                                                            | Премія Прорив британського кінематографіста            | Вікенд                                            | Перемога                          |
| 2016                                                            | Найкращий кінорежисер року                             | 45 років                                          | Номінація                         |
| Міланський міжнародний лесбійсько-геївський кінофестиваль       |                                                        |                                                   |                                   |
| 2012                                                            | Спеціальна нагорода за найкращий фільм                 | Вікенд                                            | Перемога                          |
| 2012                                                            | Приз глядацьких симпатій                               | Вікенд                                            | Перемога                          |
| Роттердамський міжнародний кінофестиваль                        |                                                        |                                                   |                                   |
| 2012                                                            | Премія MovieZone                                       | Вікенд                                            | Перемога                          |
| Берлінський міжнародний кінофестиваль                           |                                                        |                                                   |                                   |
| 2015                                                            | Золотий ведмідь                                        | 45 років                                          | Номінація                         |
| Міжнародний кінофестиваль у Чикаго                              |                                                        |                                                   |                                   |
| 2015                                                            | Гран-прі Золотий Г'юго                                 | 45 років                                          | Номінація                         |
| Единбурзький міжнародний кінофестиваль                          |                                                        |                                                   |                                   |
| 2015                                                            | Приз Майкла Пауелла за найкращий британський фільм     | 45 років                                          | Перемога                          |
| Приз Європейської кіноакадемії                                  |                                                        |                                                   |                                   |
| 2015                                                            | Найкращий європейський сценарист                       | за 45 років                                       | Номінація                         |
| Премія британського незалежного кіно                            |                                                        |                                                   |                                   |
| 2015                                                            | Найкращий режисер                                      | 45 років                                          | Номінація                         |
| 2015                                                            | Найкращий сценарій                                     | 45 років                                          | Номінація                         |
| Премія BAFTA                                                    |                                                        |                                                   |                                   |
| 2016                                                            | Премія Александра Корди за найкращий британський фільм | 45 років (разом з продюсером Трістаном Голайєром) | Номінація                         |

## Громадська позиція
У липні 2018 підтримав петицію Асоціації французьких кінорежисерів на захист ув'язненого у Росії українського режисера Олега Сенцова